# Escariz (Arouca)
Escariz es una freguesia portuguesa del concelho de Arouca, con 14,71 km² de superficie y 2.255 habitantes (2001). Su densidad de población es de 153,3 hab/km².